# Victim A La Mode
Victim A La Mode is het vierde en laatste album van de band The Sort of Quartet. 

## Tracklist
| nr. | titel                  | duur |
| --- | ---------------------- | ---- |
| 1   | Bush Wacked            | 3:02 |
| 2   | 7 Degrees of Bacon     | 3:52 |
| 3   | Lotus Wald             | 5:19 |
| 4   | New Suit Review        | 3:30 |
| 5   | Behind the Old Geerage | 3:22 |
| 6   | Wild About Animals     | 5:00 |
| 7   | Enter the Oaf          | 0:51 |
| 8   | Ocatillo Fist          | 6:46 |
| 9   | Fantastic Oaf          | 3:48 |
| 10  | Brownshine             | 1:52 |
| 11  | Rising Sun Red         | 4:53 |
| 12  | Oaf Revisited          | 1:07 |
| 13  | So Called Sickness     | 4:56 |
| 14  | Again With the Oaf     | 1:21 |
| 15  | Blank as a Tart        | 2:26 |

## Muzikanten
- Larry Lalli - basgitaar, percussie
- Rob Peterson - drum
- Mario Lalli - gitaar, zang, percussie
- Gary Arce - gitaar